# Louis Conrad Pelletier
Pour les articles homonymes, voir Pelletier (homonymie).
Louis Conrad Pelletier (né le 10 novembre 1852 à Lavaltrie et mort le 5 juin 1929) est un avocat et homme politique fédéral et municipal du Québec.

## Biographie
Né à Lavaltrie dans le Canada-Est, il étudia au Collège de L'Assomption et à l'Université McGill. Admis au Barreau du Québec en 1877, il part pratiquer le droit à Montréal. Tentant sans succès de devenir député de l'Assemblée législative du Québec en 1890 et en 1900, il est nommé au Conseil de la Reine en 1893. Il a été maire de la municipalité de La Prairie en 1904. Cofondateur de la Briqueterie Saint-Laurent, il est aussi bâtonnier du Barreau de Montréal de 1920 à 1921.
Élu député du Parti conservateur dans la circonscription fédérale de Laprairie en 1891, il est défait par le libéral Dominique Monet dans Laprairie—Napierville en 1896.
Son cousin, Louis-Siméon Morin, a été député dans l'Assemblée législative de la province du Canada.